# Seguridad Social (Estados Unidos)

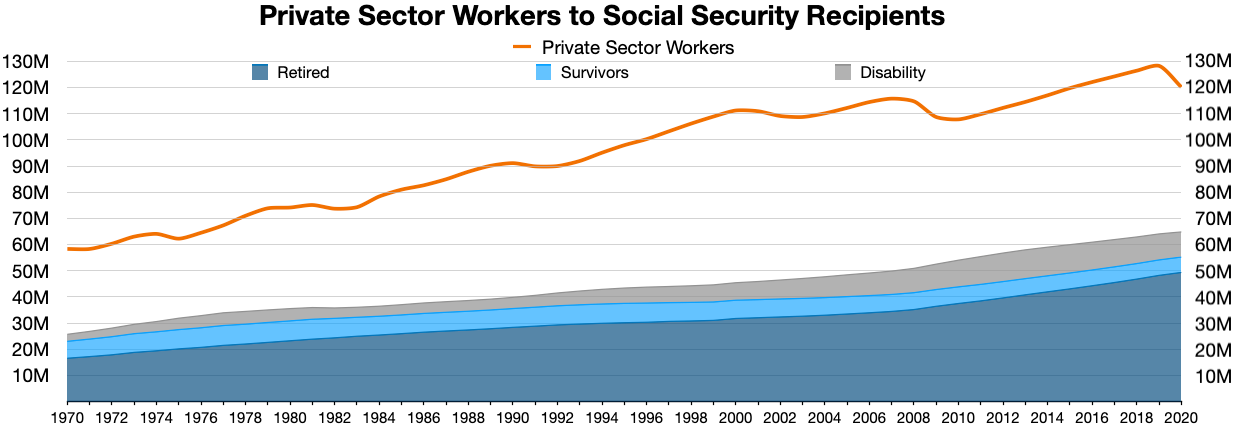
Trabajadores del sector privado a beneficiarios de beneficios sociales
Trabajadores del sector privado
Destinatarios de discapacidad
Beneficios para sobrevivientes
Seguro Social para jubilados

En los Estados Unidos, la Seguridad Social (también denominada Seguro Social; inglés: Social Security) es principalmente el programa federal de Seguro de Vejez, Supervivientes e Incapacidad (en inglés: Old-Age, Survivors, and Disability Insurance - OASDI).
La Ley de Seguridad Social (original de 1935) y la versión actual modificada de la misma, abarcan varios programas de bienestar social y de Seguridad Social. La Seguridad Social se financia con impuestos sobre la nómina denominados tributo de la Ley de Contribuciones al Seguramiento Federal (Federal Insurance Contributions Act - FICA) y/o tributo de la Ley Contribuciones por Cuenta Propia (Self Employed Contributions Act Tax - SECA). 
Los depósitos tributarios son recaudados por el Servicio de Impuestos Internos (Internal Revenue Service - IRS) y se han confiado oficialmente a la Fondo Fiduciario de Sobrevivientes y Vejez Federal (Federal Old-Age and Survivors Insurance Trust Fund), al Fondo Fiduciario del Seguro de Discapacidad Federal (Federal Disability Insurance Trust Fund), al Fondo Fiduciario de Seguro Hospitalario Federal (Federal Hospital Insurance Trust Fund) o el Fondo Fiduciario de Seguro Médico Suplementario Federal (Federal Supplementary Medical Insurance Trust Fund) que comprenden los Fondos Fiduciarios del Seguro Social (Social Security Trust Funds). Con pocas excepciones, todos los ingresos salariales tiene un tributo FICA y/o SECA recogidos en ellos. 
Con pocas excepciones, todos los residentes legales que trabajan en los Estados Unidos tienen un número de Seguro Social individual. De hecho, casi todos los residentes que trabajan (y muchos no laborales) desde la creación del Seguro Social en 1935 han tenido un número de Seguro Social, ya que es obligatorio para una gran variedad de cosas, desde pagar al IRS hasta obtener un empleo. El número de Seguro Social se conoce como SSN (inglés: Social Security Number).
En 2013, el total de gastos de la Seguridad Social fue de 1,3 billones de dólares, el 8,4% del PIB (2013) $ 16300 mil millones y el 37% de los gastos federales de $ 3684 mil millones. Los ingresos derivados de la Seguridad Social se estima actualmente que mantienen más o menos al 20% de todos los estadounidenses, con 65 años o más, por encima del nivel federal de pobreza. La Administración del Seguro Social tiene su sede en Woodlawn, Maryland, al oeste de Baltimore.